# ヴィクトール・ピニャテル
ヴィクトール・レオポール・ピニャテル（Victor Leopold Pignatel、1846年8月17日 - 1922年1月30日）は、幕末から明治時代にかけて活躍したフランスの商人である。姓はピナテールとも表記される。

## 経歴・人物
フランスのリヨンに生まれた。家族は1848年に起きた二月革命により国を出て、母の出身地であるイギリスのロンドンに、その後清の上海に、と転々と移住した。
1861年（文久元年）に江戸幕府の斡旋により父ウジェーヌと共に来日した。長崎に在住し、出島で食料やワイン等の貿易関係の仕事に携わった。維新後の1870年（明治3年）に父が死去した事により、その後継者として商会の管理役を務め、文明開化期における日仏関係の向上に貢献した。同時期に斎藤茂吉らと幅広い親交を持った。丸山遊郭の遊女であった「まさき」という名の女性と交際を始め、彼女を身請けして妻とした。しかし、約3年後に彼女は肺炎により死去した。この悲劇により、ピニャテルは人間交際を断念し残りの生涯を独身で過ごし、風貌も質素に晩年を過ごした。
1922年（大正11年）に勤務先の長崎で死去した。なお、彼が没した時には現在の30万円以上の遺産を残していた事が判明している。